# Melisa Sözen
Melisa Sözen (Istanbul, 6 de juliol de 1985) és una actriu turca, coneguda pel seu paper de Nihal a la pel·lícula Kış Uykusu dirigida per Nuri Bilge Ceylan i guardonada amb la Palma d'Or del Festival de Cannes de 2014.

## Filmografia
| Yıl   | Film                             | Rol                   | Notes              |
| ----- | -------------------------------- | --------------------- | ------------------ |
| 1997  | Baba Evi                         |                       | Sèrie de televisió |
| 2000  | Aşk Güzel Şeydir                 |                       | Sèrie de televisió |
| 2001  | Bana Şans Dile                   | Tuba                  | Film               |
| 2001  | Nisan Yağmuru                    | Nilüfer               | Sèrie de televisió |
| 2001  | Yeni Hayat                       | Özgür                 | Sèrie de televisió |
| 2002  | Asmalı Konak                     |                       | Konuk oyuncu       |
| 2002  | İçerideki                        | Zeynep                | Film curt          |
| 2003  | Büyümüş De Küçülmüş              | Şebnem                | Sèrie de televisió |
| 2003  | Şıh Senem                        | Şıh kızı Sinem        | Sèrie de televisió |
| 2003  | Şarkılar Seni Söyler             | Fatoş                 | Sèrie de televisió |
| 2003  | Okul                             | Ceyda                 |                    |
| 2004  | Kayıp Aşklar                     | Nermin                | Sèrie de televisió |
| 2004  | Çemberimde Gül Oya               | Feriha                |                    |
| 2004  | O Şimdi Mahkum                   | Aylin                 |                    |
| 2005  | Beşinci Boyut                    | Özlem Güler Ekergil   |                    |
| 2005  | Cenneti Beklerken                | Leyla                 |                    |
| 2005  | Deli Mavi / İşte Öyle Bir Şey    | Lara                  |                    |
| 2005  | Çarpışma                         | Çantası çalınan kadın | Film curt          |
| 2006  | İade-i Ziyaret                   | Cansu                 | Film curt          |
| 2006  | Eve Giden Yol 1914               | Safiye                |                    |
| 2006  | Azap Yolu                        | Burcu                 |                    |
| 2006  | Kabuslar Evi: Seni Beklerken     | Mukaddes-Ece          |                    |
| 2007  | Hakkını Helal Et                 | Gamze                 | Sèrie de televisió |
| 2007  | Bıçak Sırtı (teleserie)          | Nisan                 |                    |
| 2008  | Para=Dolar                       |                       |                    |
| 2009  | Bir Bulut Olsam                  | Narin Bulut           |                    |
| 2009  | Casus Kızlar                     | Clover                | Seslendirme        |
| 2010  | Av Mevsimi                       | Asiye                 |                    |
| 2010  | Güneydoğu'dan Öyküler Önce Vatan | Aylin Solmaz          | Sèrie de televisió |
| 2010  | Kollama                          | Avukat Pınar Büyük    | Actriu de veu      |
| 2011  | Reis                             | Ayşe                  | Sèrie de televisió |
| 2012  | Muhteşem Yüzyıl                  | Nora (Efsun)          |                    |
| 2012  | Pazarları Hiç Sevmem             | Deniz                 |                    |
| 2012  | Şubat                            | Yağmur i Sabah        |                    |
| 2014  | Analı Oğullu                     | Ece                   | Sèrie de televisió |
| 2014  | Kış Uykusu                       | Nihal                 | film               |
| 2014  | Benimle Var Mısın                |                       |                    |
| 2015  | Bir Varmış Bir Yokmuş            | Nehir                 | Film               |
| 2015- | Beş Kardeş                       | Fahriye               | Sèrie de televisió |